# کور اسخورینگ
کور اسخورینگ (هلندی: Cor Schuuring؛ زادهٔ ۳۰ مارس ۱۹۴۲) ورزشکار دوچرخه‌سواری پیست اهل هلند است.
وی در مسابقات کشوری و بین‌المللی در مجموع برندهٔ ۱ مدال برنز شده‌است.